# Alexandre Mendy
Alexandre Noël Mendy (* 14. prosince 1983 Paříž, Francie) je francouzský fotbalový útočník, který působí v klubu FC Hansa Rostock.
Do české ligy přišel v červenci 2003 z francouzského prvoligového klubu FC Les Lilas a odehrál dvě a půl sezony za Příbram. V létě 2005 sháněl angažmá v zahraničí, ale vrátil se zpět do Čech. V lednu 2006 měl nakročeno do Mladé Boleslavi, ale nakonec se rozhodl pro Most. V Mostě působí i jeho mladší bratr Vincent. Alexandre přišel do Mladé Boleslavi v létě 2007 na hostování, které se v létě 2008 změnilo v přestup.